# Litru
Litrul (l) este o unitate de măsură pentru volum (spațiu). Are ca simbol reprezentativ de unitate literele l și L. Litera L a fost adoptată în scrierile în engleză pentru a se putea evita posibile confuzii între litera "l" mică și cifra "1", deoarece în multe țări unde se vorbește engleza cifra 1 se scrie fără liniuța ascendentă inițială, fiind practic doar o bară verticală simplă. Litrul este utilizat ca unitate de măsură  pentru volum (capacitate spațială) alături de unitatea SI metru cub (m³). Un litru corespunde unui decimetru cub (1 dm³), însemnând a mia parte (miime) dintr-un metru cub (1/1000 m³).

## Submultipli și multipli
Un litru (1 L) are, exprimat în submultipli, o capacitate de:
- 10 decilitri (dl)
- 100 centilitri (cl)
- 1000 mililitri (ml)

Acest fapt înseamnă că 1 dl = 0,1 l; 1 cl = 0,01 l; 1 ml = 0,001 l.
Multiplii litrului sunt:
- decalitrul (are 10 litri)
- hectolitrul (are 100 litri)
- kilolitrul (are 1000 litri)

| Nume   | quetta | ronna | yotta | zetta | exa  | peta  | tera  | giga  | mega  | kilo  | hecto | deca   |
| Simbol | Q      | R     | Y     | Z     | E    | P     | T     | G     | M     | k     | h     | da     |
| Factor | 1030   | 1027  | 1024  | 1021  | 1018 | 1015  | 1012  | 109   | 106   | 103   | 102   | 101    |
| Nume   | deci   | centi | mili  | micro | nano | pico  | femto | atto  | zepto | yokto | ronto | quekto |
| Simbol | d      | c     | m     | µ     | n    | p     | f     | a     | z     | y     | r     | q      |
| Factor | 10−1   | 10−2  | 10−3  | 10−6  | 10−9 | 10−12 | 10−15 | 10−18 | 10−21 | 10−24 | 10−27 | 10−30  |